# ЧелАЗ-5281
ЧелАЗ-5281 — опытный городской автобус большого класса производства Челнинского автобусного завода (ЧелАЗ). Были выпущены несколько экземпляров в 1997—1998 годах. Эксплуатировался в Казани, Нижнекамске и Набережных Челнах. Отличался необычной 4-дверной компоновкой.

## История создания
В 1991 году автозаводом КамАЗ было разработано собственное шасси для городских автобусов большой вместимости. С этого момента завод начал искать возможность для налаживания производства городских автобусов. Так, в 1993 году создаётся АО «КамАЗавтобуспром» и готовится опытный экземпляр автобуса на шасси КамАЗ - КамАЗ-5262, однако в связи с произошедшим  в этом же году пожаром на заводе двигателей КамАЗа данный проект так и не был реализован.
В апреле 1997 года Татарским республиканским фондом НИОКР, администрацией Казани и Набережных Челнов совместно с Госкомимуществом Татарстана было учреждено закрытое акционерное общество «Челнинский автобусный завод» (ЧелАЗ).
Новый завод разработал, запатентовал и сертифицировал городской 4-дверный автобус ЧелАЗ-5281. Непосредственно сам КамАЗ не имел отношения к созданию данной модели автобуса, однако ЧелАЗ-5281 имел многие узлы и детали КамАЗа. Кроме того, завод намеревался осуществлять выпуск троллейбусов, а также пригородных и междугородных автобусов.
Планировалось, что уже летом 1999 года в Набережных Челнах будет создан самый современный автобусный завод в России с полным технологическим циклом производства городских автобусов.  За 1999 год ЧелАЗ планировал собрать 200 автобусов. Расчетная проектная мощность завода должна была составить 2000 автобусов в год. На этот объём производства завод должен был выйти к 2000 году.

## Техническое устройство

### Двигатель
Автобус оснащался двигателем КамАЗ-740.11-240 мощностью 240 л. с. и механической пятиступенчатой коробкой передач.

### Тормоза
Автобус имел барабанный тормоз с кулачковым разжимом колодок, предусматривалось раздельное торможение с автоматической регулировкой зазоров. Также автобус оснащался антиблокировочной системой тормозов (АБС).

### Кузов
ЧелАЗ-5281 имел вагонный, цельнометаллический, сварной, несущий кузов.

### Салон
В необычном салоне первой модификации имелось четыре двойных (двустворчатых) двери откатывающегося типа, две из которых располагались подряд в середине салона подобно некоторым итальянским автобусам. В салоне предусматривалось жидкостное отопление салона с использованием системы охлаждения двигателя и независимого подогревателя типа Webasto.

## Модификации
Автобус был выпущен в двух модификациях: стандартной «ЧелАЗ-5281» и с широкой центральной дверью (с четырьмя створками), получившей заводское обозначение «ЧелАЗ-5281М».
В дальнейшем на базе основной модели «ЧелАЗ-5281» планировалось наладить производства целого ряда моделей автобусов:
| № п/п | Модель        | Назначение                    | Длина  | Вместимость |
| ----- | ------------- | ----------------------------- | ------ | ----------- |
| 1     | «ЧелАЗ-52811» | пригородный автобус           | 11,4 м | 114 чел.    |
| 2     | «ЧелАЗ-52812» | междугородний автобус         | 12 м   | 54 чел.     |
| 3     | «ЧелАЗ-6281»  | городской сочленённый автобус | 18 м   | 174 чел.    |
| 4     | «ЧелАЗ-42201» | сельский автобус              | 9,2 м  | 68 чел.     |

## Испытания
Первый автобус ЧелАЗ-5281 с индексом «М», изготовленный в Набережных Челнах, был передан в декабре 1997 года Казанскому пассажирскому автопредприятию № 3, где успешно прошёл испытания, получив по всем 66 параметрам хорошие оценки.

## Планы поставок
К моменту завершения испытаний на приобретение новой модели автобуса поступил ряд заявок. 
Сразу 400 автобусов планировало закупить ФБУ «Росавтотранс», 100 машин — Казань, 50 — Нижнекамск, 10 автобусов предполагалось поставить в Москву.

## Эксплуатирующие города
Все выпущенные экземпляры автобусов эксплуатировались в городах Республики Татарстан:
| Город      | Эксплуатирующая организация | Гос. номер      | Примечание                               |
| Казань     | АТП-3                       | ?               | работал преимущественно на маршруте № 49 |
| Нижнекамск | ООО «Нижнекамское ПАТП»     | Р 658 ВС 16 RUS | - Работал на 15 маршруте                 |
| Нижнекамск | ?                           | В 535 АЕ 16 RUS | -                                        |
| Наб. Челны | ГУП ПАТП                    | ?               | -                                        |

## Дальнейшая судьба
После выпуска первых опытных экземпляров автобусов и успешного прохождения ими испытаний в 1998 году ЧелАЗом были полностью завершены подготовительные работы по организации серийного производства. Под цех сборки ЧелАЗу был передан один из корпусов «Татэлектромаша». Однако постановка новой модели автобуса в серийное производство требовала значительных финансовых затрат. Тем не менее инвестор был найден — одна из немецких фирм согласилась вложить в проект 9 миллионов долларов. Однако нестабильная ситуация в стране, неоднократная смена правительства,  значительные экономические трудности, вызванные финансовым кризисом 1998 года, не позволили иностранным инвесторам вложить немалые денежные средства в производство автобусов в Набережных Челнах. Проект автобуса ЧелАЗ-5281 так и не был запущен в серийное производство, а спустя год идея создания автобуса на шасси  КамАЗа была успешно реализована уже на Нефтекамском автозаводе, где было развернуто производство автобуса НефАЗ-5299, ставшего в 2000-х годах одной из самых массовых моделью городского автобуса в России. Единственный сохранившийся к концу 2000-х годов экземпляр автобуса ЧелАЗ-5281М до 2011 года эксплуатировался на городских маршрутах Нижнекамска.